# 복각 천상열차분야지도 각석
복각 천상열차분야지도 각석(複刻 天象列次分野之圖 刻石)은 조선 태조 4년(1395년)에 만들어진 천상열차분야지도(天象列次分野之圖)를 숙종 때에 다시 새긴 석비이다. 1985년 8월 9일 대한민국의 국보로 지정되었다.
천상열차분야지도는 '천체(天體)의 현상을 차(次)와 분야(分野)에 따라 배열하여 그린 천문도(天文圖)'란 뜻이다. 여기서 '차'란 태양의 궤도인 황도(黃道) 부근의 하늘을 12등분하여 하였다는 의미를 지니며, '분야'란 하늘의 별자리인 성수(星宿)들과 중국 춘추전국시대의 각지에 자리잡았던 주국(州國)들과 짝을 지은 이름을 말한다.

## 제작
《증보문헌비고》(增補文獻備考) 상위고(象緯考)와 《서운관지》(書雲觀志)에 본 유물의 제작배경이 기술되어 있다. 즉 태조 을축년(1395년)에 돌에 새겨 만든 천문도가 경복궁에 있었는데, 세월이 오래되자 마멸되었다. 그래서 숙종 13년(1687년)에 인본(印本)을 가지고 다른 돌에 다시 새겨서 관상감(觀象監)에 설치하고 조그마한 집을 지어 이를 보호하게 하였다. 그리고 영조 46년(1770년)에 을해년의 옛 판이 아직도 경복궁에 있다는 말을 들고 즉시 호조판서 홍인한(洪麟漢)에게 명령하여 이를 관상감에 옮겨 조그마한 집을 새로 짓고 이와 아울러 새 판도 보관하게 하고, 친히 편명(扁名)을 쓰고 전후의 사실을 기록하였다. 이 천문도는 원본인 천상열차분야도지도 각석과 함께 관상감에 부속건물인 흠경각(欽敬閣)에 보관되어 있었다.

## 특징
이 각석은 국보 228호와 똑같은 구성과 내용으로 만들어졌다. 즉 복사본이라 할 수 있을 정도이다. 그러나 국보 제228호가 '천상열차분야지도'라는 제목이 중간에 있던 것과는 달리 복각천문도에서는 이 제목이 제일 윗단으로 올라가 있는 구도적인 차이가 있다.
복각 천문도가 1395년에 만들어진 국보 제228호 천상분야지도에 비하여 292년 늦게 만들어졌고, 그 내용과 구성도 그대로 복각한 것에 불과하지만, 제목의 위치와 기사의 배열을 달리해서 전체적인 구성이 좋고 당당하게 만들어져 있는 점에서 또 다른 문화재적 가치를 지닌다. 특히 국보 제228호가 훼손이 심하여 많은 부분에 마모가 된 데에 비하여 이 복각천문도는 원상을 고스란히 지니고 있어 학술적 가치 또한 높다. 한편, 천상열차분야지도는 각석(刻石) 이외에도 영조 때에 탁본에 의한 목판본(木版本)이 만들어졌는데, 관상감에서 처음 인쇄한 것은 120장으로 알려졌지만 현존하는 것은 7~8장 정도이다.

## 사진

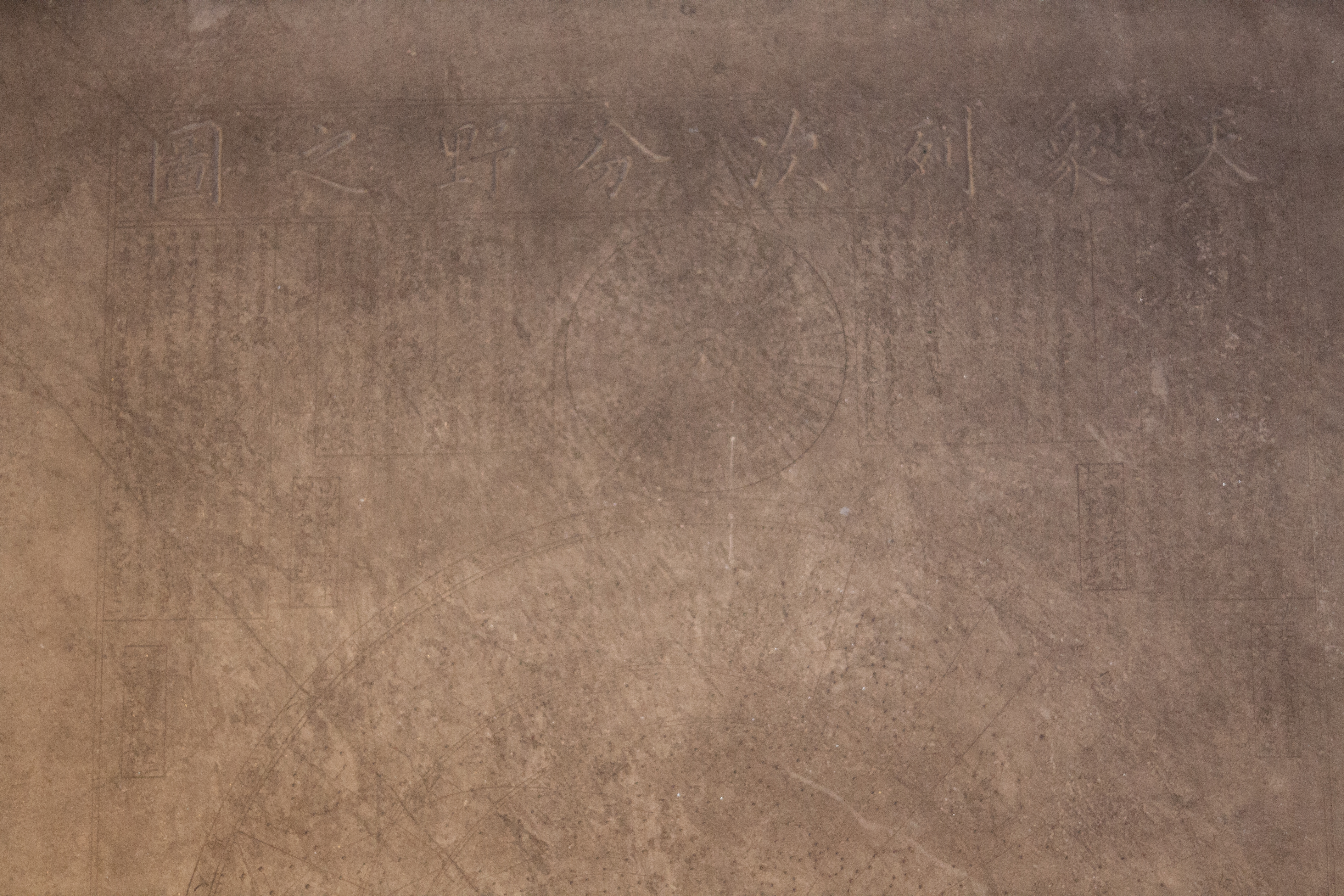
윗 부분
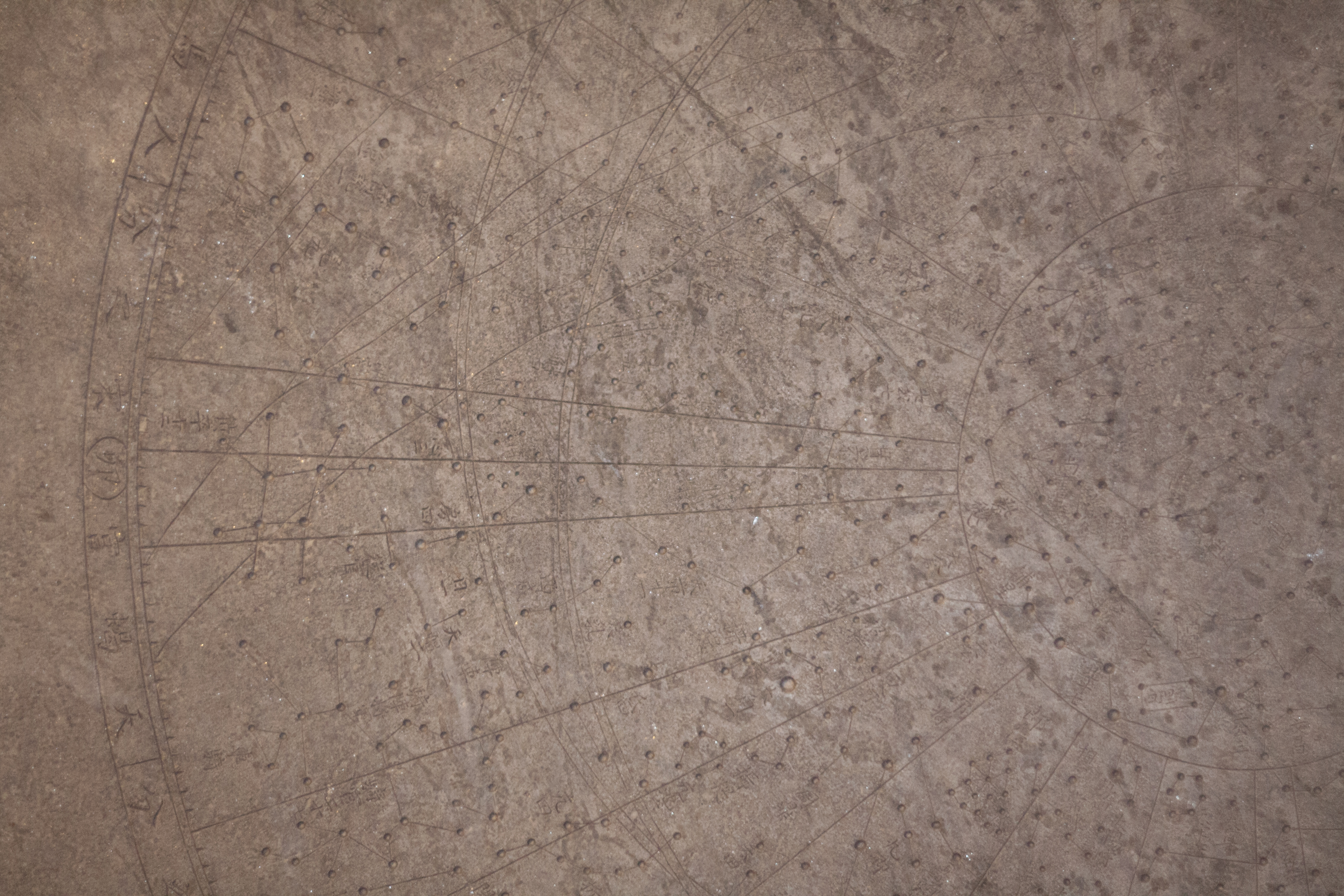
별 그림 부분

## 같이 보기
- 천상열차분야지도
- 천상열차분야지도 각석

## 참고 자료
- 복각 천상열차분야지도 각석 - 국가유산청 국가유산포털

 본 문서에는 서울특별시에서 지식공유 프로젝트를 통해 퍼블릭 도메인으로 공개한 저작물을 기초로 작성된 내용이 포함되어 있습니다.